# Національна історична пам'ятка Александра Ґрема Белла
46°06′10″ пн. ш. 60°44′45″ зх. д. / 46.102778° пн. ш. 60.745833° зх. д.

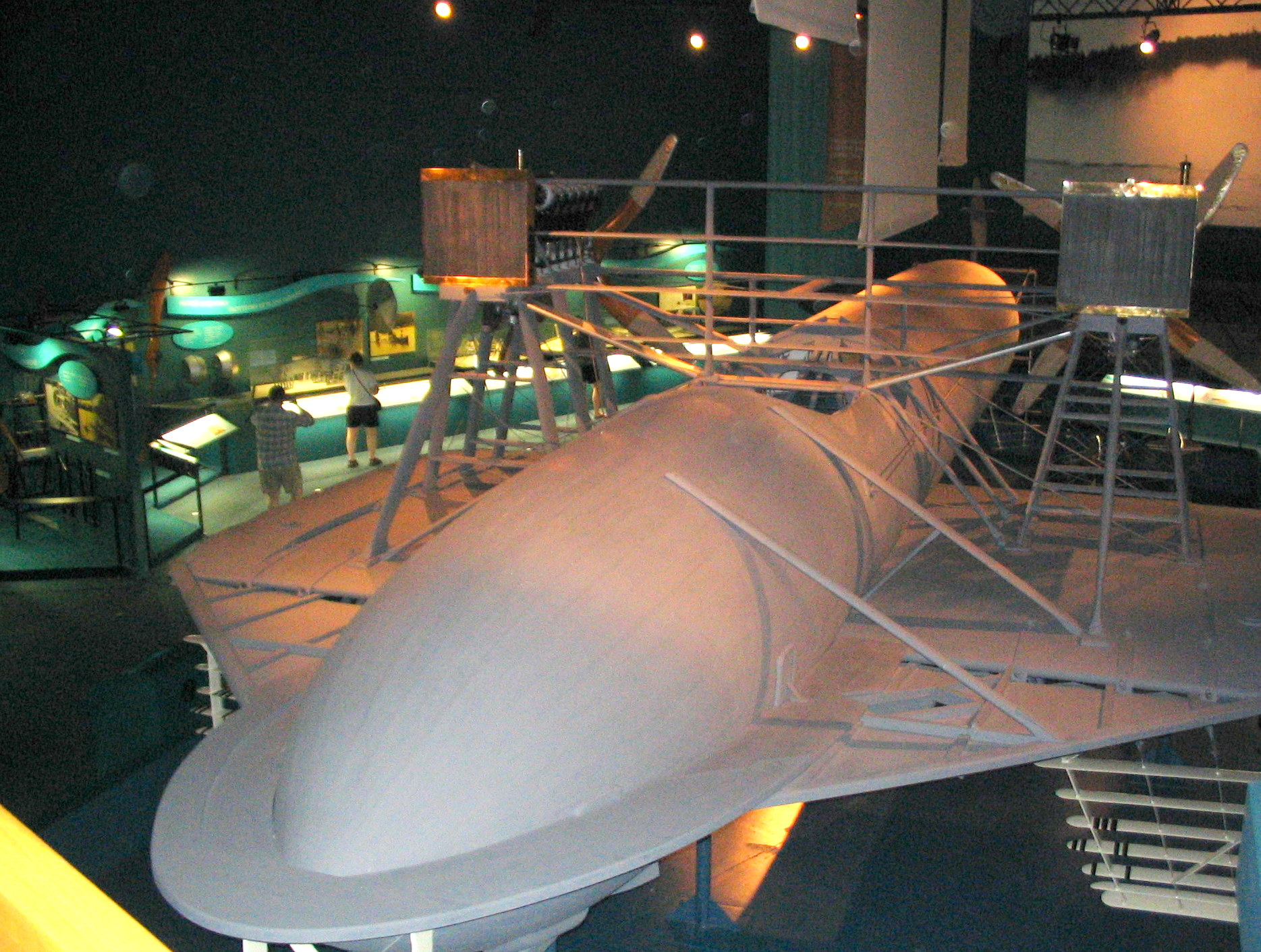
Експериментальне судно на підводних крилах HD-4 в музеї Белла. Розроблене для боротьби з підводними човнами, воно кілька років утримувало світовий рекорд швидкості на морі.

Національна історична пам'ятка Александра Ґрема Белла — це національне історичне місце Канади на території площею 10 га у Баддеку, Кейп-Бретон, Нова Шотландія, Канада, з краєвидом на озеро Бра-д'Ор. Пам'ятка є підрозділом парків Канади, системи національних парків, і включає Національну історичну пам’ятку Александра Ґрема Белла, яка містить найбільшу колекцію історичних предметів і документів з років експериментальної роботи Белла в Баддеку. Це місце було визначено Національним історичним місцем у 1952 році.

## Національне історичне місце Александра Ґрема Белла

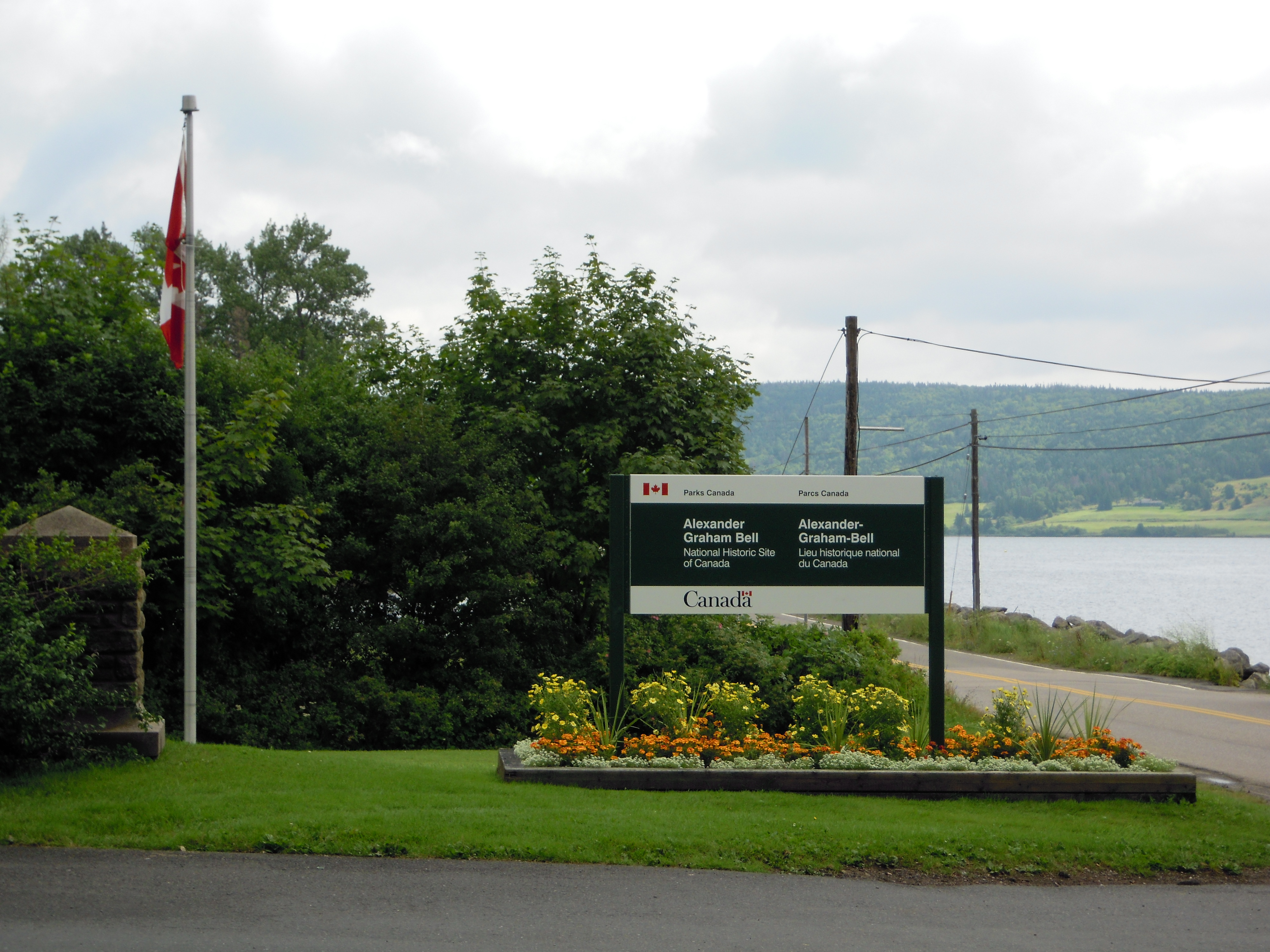
Вхід до Національної історичної пам'ятки Александра Ґрема Белла

У музеї представлені артефакти, передані в подарунок у 1955 році з особистого музею сім’ї Белл, розташованого в Будинку повітряних зміїв у Бейн-Бреаґ. В його колекціїтакож збережені пам’ятні речі, пов’язані з експериментами Белла, зокрема: оригінальний корпус човна на підводних крилах, HD-4, який встановив світовий рекорд швидкості на морі в Баддеку, досягнувши швидкості понад 112 км/год (понад 70 миль/год) у 1919 році; повномасштабна копія цього човна; AEA Silver Dart, який у 1909 році JAD MacCurdy підняв у повітря над льодом Баддек-Бей і став першим керованим кораблем, важчим за повітря, який літав у Британській імперії, а також багато інших експонатів і документів із багаторічних досліджень Белла діяльність з передачі мови та звуку по дротах та світловим променем, а також його експерименти з повітряними зміями, літаками та швидкісними човнами. У музеї також представлені експозиції, пов’язані з роботою Белла в галузі освіти глухих і як це призвело до винаходу телефону. Історичний меморіал Александра Ґрема Белла було спроектовано канадським урядовим архітектором О. Говардом Лестером, RIBA. Архітекторами будівлі музею була канадська архітектурна фірма Wood, Blachford, Ship (A. Campbell Wood, Hugh W. Blachford, Harold Ship).
Окрім експонатів, у музеї є оглядовий майданчик на даху будівлі, звідки відкривається вид на садибу Белла Бейн-Бреґ на іншому боці затоки. Beinn Bhreagh є окремою національною історичною пам'яткою, яка все ще знаходиться у приватній власності та зайнята нащадками Белла. Він не входить до системи національних парків і не відкритий для публіки. (Для отримання додаткової інформації див. Bras d'Or Lakes .  )

## Див. також

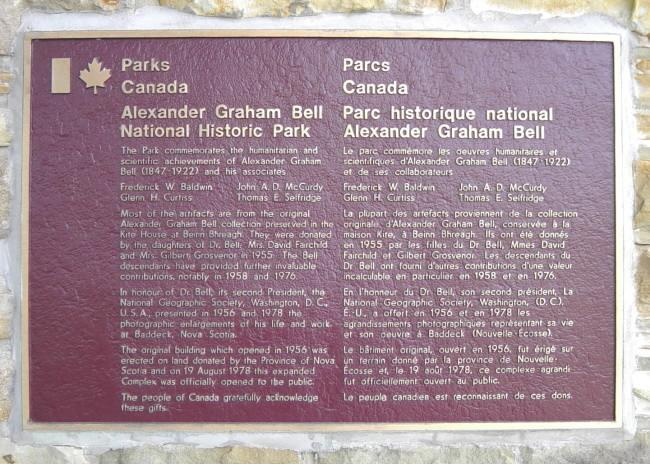
Меморіальна дошка на Національному історичному місці Олександра Грема Белла

## Зовнішні посилання
- Національне історичне місце Олександра Грема Белла (офіційний сайт)
- Електронна бібліотека Секстона: видання журналу RAIC з ілюстраціями